# Hugh Jackman
Hugh Michael Jackman (ur. 12 października 1968 w Sydney) – australijski aktor filmowy, teatralny i telewizyjny. Odtwórca roli Wolverine’a w serii X-Men, a także głównych ról m.in. w filmach Kate i Leopold (2001), Van Helsing (2004), Prestiż (2006),  Źródło (2006), Australia (2008), Les Misérables. Nędznicy (2012) i Labirynt (2013). Jego występ w filmie Les Misérables. Nędznicy przyniósł mu pierwszą nominację do Oscara dla najlepszego aktora i pierwszą nagrodę Złotego Globu dla najlepszego aktora w komedii lub musicalu w 2013 roku. W teatrze na Broadwayu Jackman zdobył nagrodę Tony Award za rolę w Chłopak z Oz. Czterokrotny gospodarz nagród Tony Award, zdobył nagrodę Emmy za jedno z tych występów. Jackman był także gospodarzem 81. ceremonii wręczenia Oscarów w 2009.
W 2012 otrzymał własną gwiazdę w Alei Gwiazd w Los Angeles znajdującą się przy 6931 Hollywood Boulevard.

## Życiorys

### Wczesne lata
Urodził się w Sydney jako drugie z czworga dzieci Grace McNeil (z domu Greenwood) i Christophera Johna Jackmana, księgowego wykształconego w Cambridge. Jego rodzice byli Anglikami i przybyli do Australii w 1967. Jeden z jego pradziadków ze strony ojca, Nicholas Isidor Bellas, był Grekiem z Imperium Osmańskiego (obecnie w Grecji). Jego rodzice byli oddanymi chrześcijanami, nawróconymi przez ewangelistę Billy’ego Grahama po ślubie, lecz rozwiedli się, gdy miał osiem lat i pozostał w Australii z ojcem i dwoma braćmi, podczas gdy jego matka wróciła do Anglii z jego dwiema siostrami. Matka ponownie wyszła za mąż i urodziła córkę.
Jako dziecko Jackman lubił spędzać czas na świeżym powietrzu, szczególnie na plaży i wyprawach turystycznych i szkolnych po całej Australii. Uczęszczał do Pymble Public School. W 1986 ukończył szkołę dla chłopców Kościoła Zjednoczonego Knox Grammar School w Wahroonga. W 1985 wystąpił w szkolnym musicalu My Fair Lady. Pracował jako nauczyciel wychowania fizycznego w Uppingham School. Aktorstwem zainteresował się po ukończeniu studiów dziennikarskich i na wydziale komunikacji na Uniwersytecie Technologicznym w Sydney (1990). W ostatnim roku studiów wziął udział w kursie teatralnym, podczas którego wystąpił w przedstawieniu Václava Havla Powiadomienie. Po uzyskaniu tytułu licencjata Jackman ukończył roczny kurs „Podróż” (The Journey) w The Actors Centre w Sydney i zaproponowano mu rolę w popularnej operze mydlanej Network Ten Sąsiedzi (Neighbours). W 1994 uczył się aktorstwa w Western Australian Academy of Performing Arts.

### Kariera
Początkowo grywał w teatrze, później dostawał propozycje z telewizji. Pojawił się w serialach: Nine Network Prawo ziemi (Law of the Land, 1994) z Angelo D'Angelo, Correlli (1995) i Policjanci z Mt. Thomas (Blue Heelers, 1995).
Równolegle z karierą filmową, Jackman rozwijał karierę jako aktor musicalowy. W 1996 zagrał rolę Gastona w musicalowej wersji Pięknej i Bestii. Niedługo potem otrzymał główną rolę w australijskiej produkcji Sunset Boulveard. Przełomem okazała się jednak rola Curly’a McLaina w musicalu Oklahoma!, którą zagrał na West Endzie. W 1998 roku musical był wielkim hitem w Londynie.
Do roku 2000 był znany tylko w Australii. Dopiero rola superbohatera komiksowego Wolverine’a w hicie Bryana Singera X-Men otworzyła mu drzwi do kariery w Hollywood. Potem zagrał w produkcjach, takich jak m.in.: Serce nie sługa, Kate i Leopold, Kod dostępu, Van Helsing, X-Men 2 i X-Men: Ostatni bastion. Kreacja, jaką stworzył w adaptacjach komiksu Stana Lee, zachęciła producentów do nakręcenia kolejnych części przygód słynnych mutantów oraz osobnych filmów opowiadających o przygodach Wolverine’.
W 2004 zagrał główną rolę w Boy from OZ, musicalu opowiadającym o życiu australijskiego piosenkarza i autora piosenek, Petera Allena. Za tę rolę otrzymał nagrodę Tony 2005 w kategorii „Główna rola męska”. Nagrodzony został też jego występ jako gospodarza ceremonii rozdania nagród Tony w 2005 roku, za który dostał w tym samym roku Emmy za najlepsze jednorazowe poprowadzenie gali bądź programu rozrywkowego.
W 2009 poprowadził 81. ceremonię wręczenia Oscarów.
We wrześniu 2011 zapowiedziano jego udział w ekranizacji musicalu Les Misérables, a w 2013 za rolę Jeana Valjeana został nominowany do Oscara w kategorii „Najlepszy aktor pierwszoplanowy”.
Kilkakrotnie gościł na okładce magazynu dla mężczyzn „Men’s Health”.

## Życie prywatne
W 1995 na planie serialu Correlli poznał Deborrah-Lee Furness, którą poślubił w 1996. Ma dwoje adoptowanych dzieci: syna Oscara Maximilliana (adoptowany w maju 2000) i córkę Avę (ur. 2006).

## Filmografia
- McGregorowie (Snowy River: The McGregor Saga, 1993-1996) jako Duncan Jones
- Law of the Land (1993–1994) jako Charles „Chicka” McCray
- Corelli (1995) jako Kevin Jones
- Dr Halifax: Bać się ciemności (Halifax f.p.: Afraid of the Dark, 1998) jako Eric Ringer
- Bohater z okładki (Paperback Hero, 1999) jako Jack Willis
- Królowie Erskineville (Erskineville Kings, 1999) jako Wace
- Oklahoma! (1999) jako Curly McLain
- X-Men (2000) jako Logan / Wolverine
- Serce nie sługa (Someone Like You..., 2001) jako Eddie Alden
- Kod dostępu (Swordfish, 2001) jako Stanley Jobson
- Kate i Leopold (Kate & Leopold, 2001) jako Leopold
- X-Men 2 (X2, 2003) jako Wolverine
- Van Helsing: Londyńskie zlecenie (Van Helsing: The London Assignment, 2004) jako Van Helsing (głos)
- Van Helsing (2004) jako Van Helsing
- Źródło (The Fountain, 2006) jako Tomás Verde / Tommy / Tom Creo
- Wpuszczony w kanał (Flushed Away, 2006) jako Roddy (głos)
- X-Men: Ostatni bastion (X-Men: The Last Stand, 2006) jako Logan / Wolverine
- Scoop – Gorący temat (Scoop, 2006) jako Peter Lyman
- Prestiż (The Prestige, 2006) jako Robert Angier, Gerald Root
- Happy Feet: Tupot małych stóp (Happy Feet, 2006) jako Memphis (głos)
- Uwiedziony (Deception, 2008) jako Wyatt Bose / Jamie Getz
- Australia (2008) jako Drover
- X-Men Geneza: Wolverine (X-Men Origins: Wolverine, 2009) jako James Howlett / Logan / Wolverine
- X-Men: Pierwsza klasa (X-Men: First Class, 2011) jako Logan / Wolverine (epizod)
- Giganci ze stali (Real Steel, 2011) jako Charlie Kenton
- Les Misérables. Nędznicy (Les Misérables, 2012) jako Jean Valjean
- Strażnicy marzeń (Rise of the Guardians, 2012) jako E. Aster Bunnymund / Wielkanocny Zając (głos)
- Wolverine (The Wolverine, 2013) jako Logan / Wolverine
- Labirynt (Prisoners, 2013) jako Keller Dover
- Movie 43 (2013) jako Davis
- X-Men: Przeszłość, która nadejdzie (X-Men: Days of Future Past, 2014) jako Logan / Wolverine
- Chappie (2015) jako Vincent Moore
- Piotruś. Wyprawa do Nibylandii (Pan, 2015) jako Czarnobrody
- Eddie zwany Orłem (Eddie the Eagle, 2016) jako Bronson Peary
- Logan: Wolverine (Logan, 2017) jako Logan / Wolverine
- Król rozrywki (The Greatest Showman, 2017) jako P.T. Barnum
- Pewny kandydat (The Front Runner, 2018) jako Gary Hart
- Zła edukacja (Bad Education, 2019) jako Frank Tassone
- Praziomek (Missing Link, 2019) jako Sir Lionel Frost (głos)
- Reminiscencja (Reminiscence, 2021) jako Nick Bannister
- Syn  (The Son, 2022) jako Peter
- Deadpool & Wolverine (2024) jako Wolverine

## Nagrody i nominacje
| Rok  | Nagroda          | Kategoria                                                                  | Film                           | Rezultat  |
| ---- | ---------------- | -------------------------------------------------------------------------- | ------------------------------ | --------- |
| 2001 | MTV Movie Award  | Najlepsza rola męska                                                       | X-Men                          | Nominacja |
| 2001 | MTV Movie Award  | Nagroda dla zespołu aktorskiego (Halle Berry, James Marsden i Anna Paquin) | X-Men                          | Nominacja |
| 2001 | Saturn           | Najlepszy aktor                                                            | X-Men                          | Wygrana   |
| 2002 | Złoty Glob       | Najlepszy aktor w komedii lub musicalu                                     | Kate i Leopold                 | Nominacja |
| 2004 | Drama Desk Award | Najlepszy aktor pierwszoplanowy w musicalu                                 | Chłopak z OZ (The Boy from Oz) | Wygrana   |
| 2004 | Tony             | Najlepszy aktor w roli pierwszoplanowej                                    | Chłopak z OZ (The Boy from Oz) | Wygrana   |
| 2004 | Tony             | Nagroda specjalna                                                          | –                              | Wygrana   |
| 2004 | Nagroda Emmy     | Najlepsze prowadzenie gali bądź programu rozrywkowego                      | –                              | Wygrana   |
| 2013 | Oscar            | Najlepszy aktor pierwszoplanowy                                            | Les Misérables. Nędznicy       | Nominacja |
| 2013 | Złoty Glob       | Najlepszy aktor w komedii lub musicalu                                     | Les Misérables. Nędznicy       | Wygrana   |
| 2013 | BAFTA            | Najlepszy aktor pierwszoplanowy                                            | Les Misérables. Nędznicy       | Nominacja |
| 2013 | Saturn           | Najlepszy aktor                                                            | Les Misérables. Nędznicy       | Nominacja |

## Odznaczenia
- 2019: Companion Orderu Australii[12]